# جاليبوس عملاق جاميكي
الجاليبوس العملاق الجاميكي (الاسم العلمي: Celestus occiduus) هو نوع من السحالي المنقرضة من الدبلوجلوسيدا [الإنجليزية]. والذي كان مستوطنًا في جامايكا، سجل آخر مرة في منتصف القرن التاسع عشر، حيث أبلغ السكان المحليون عن مشاهدات غير مؤكدة بعد ذلك. اُفترس وأنقرض من قِبل الحيوانات المفترسة مثل النمس. الدراسات الاستقصائية الأخيرة، رغم أنها واسعة النطاق، لم تكن شاملة لبعض المناطق بعد، نظرًا لصعوبة الوصول إلى منطقة بلاك ريفر موراس وما حولها، مما يترك مجالًا لبعض الأمل في أن هذا النوع لم ينقرض، ولو بقي القليل من الأفراد.